# エルンスト・ビューヒナー
エルンスト・ビューヒナー（ドイツ語:Ernst Büchner、1850年3月18日 - 1925年4月25日）は、ドイツ・ヘッセン大公国（現:ヘッセン州）プフングシュタット出身の化学者。
1888年にブフナー漏斗、ブフナーフラスコを発明し、特許を出願したとして名高い。

## 生涯
1850年3月18日、プフングシュタットに化学者、工場主、政治家であるヴィルヘルム・ビューヒナーの子として生まれる。
テュービンゲンで化学を学び、従姉妹であったマチルダ・ビューヒナー（Mathilda Büchner、1880年1月6日 - 1908年4月1日）と結婚する。
子供は化学者のカール・ビューヒナー（Carl Büchner、1877年6月28日 - 1929年7月9日）と画家のフリードリヒ（フリッツ）・ビューヒナー（Friedrich（Fritz） Büchner、1880年4月1日 - 1965年6月22日）であった。
1885年に離婚し、その後カロリーネ・フォン・ファーバー（Marie Ludovike Karoline von Ferber、1850年8月6日 - 1925年4月20日）と再婚した。
1888年にブフナー漏斗、ブフナーフラスコを発明、特許を出願した。たびたび同国の化学者であるエドゥアルト・ブフナーがブフナー漏斗、ブフナーフラスコの発明者であると誤解されるが、「ブフナー（Buchner）」と発明者の「ビューヒナー（Büchner）」が取り違えられて、ブフナー漏斗と呼ばれるようになった。よって、本来はビュヒナー漏斗と呼ばれるべきである。
1925年4月25日、ダルムシュタットに没す。